# Dorian Godon
Dorian Godon (Parigi, 25 maggio 1996) è un ciclista su strada francese, che corre per la Decathlon AG2R La Mondiale Team; è professionista dal 2017.

## Palmarès

### Strada
- 2018 (Cofidis, una vittoria)

Prologo Boucles de la Mayenne (Laval > Laval, cronometro)
- 2019 (AG2R La Mondiale, una vittoria)

Prologo Boucles de la Mayenne (Laval > Laval, cronometro)
- 2020 (AG2R La Mondiale, una vittoria)

Parigi-Camembert
- 2021 (AG2R Citroën Team, tre vittorie)

Parigi-Camembert
2ª tappa Tour du Limousin (Agonac > Payzac)
Tour du Doubs
- 2023 (AG2R Citroën Team, due vittorie)

Freccia del Brabante
Giro del Veneto
- 2024 (Decathlon AG2R La Mondiale Team, due vittorie)

1ª tappa Giro di Romandia (Château-d'Œx > Friburgo)
5ª tappa Giro di Romandia (Vernier > Vernier)
- 2025 (Decathlon AG2R La Mondiale Team, due vittorie)

2ª tappa Tour des Alpes-Maritimes (Villefranche-sur-Mer > Vence)
Campionati francesi, Prova in linea

#### Altri successi
- 2019 (AG2R La Mondiale)

Classifica giovani Boucles de la Mayenne
- 2021 (AG2R Citroën Team)

Classifica generale Coppa di Francia
- 2024 (Decathlon AG2R La Mondiale Team)

Classifica a punti Giro di Romandia

## Piazzamenti

### Grandi Giri
- Giro d'Italia

2025: 84º
- Tour de France

2021: 75º
2024: 82º
- Vuelta a España

2019: 77º
2020: 38º
2023: 51º

### Classiche monumento
- Milano-Sanremo

2019: 92º
- Giro delle Fiandre

2019: 86º
- Parigi-Roubaix

2019: 68º
- Liegi-Bastogne-Liegi

2020: 56º
2021: 86º
2022: ritirato

### Competizioni europee
- Campionati europei su strada

Alkmaar 2019 - Staffetta mista: 5º
Monaco di Baviera 2022 - In linea Elite: 101°